# جون رادج
جون رادج (بالإنجليزية: John Rudge)‏ هو مدرب كرة قدم ولاعب كرة قدم بريطاني في مركز الهجوم، ولد في 21 أكتوبر 1944 في ولفرهامبتن في المملكة المتحدة. لعب مع نادي بريستول روفيرز ونادي بورنموث ونادي توركي يونايتد ونادي كارلايل يونايتد وهدرسفيلد تاون.

## وصلات خارجية
- جون رادج على موقع قاعدة بيانات كرة القدم.إي يو (الإنجليزية)
- جون رادج على موقع Soccerbase.com (مدرب) (الإنجليزية)